# Оптимус Прайм
Оптимус Прайм (англ. Optimus Prime, японское имя — コンボイ Конвой) — основной персонаж практически всех мультсериалов, комиксов, фильмов, книг и видеоигр о трансформерах, бессменный лидер автоботов. Главный противник — Мегатрон.

## Описание
К числу главных особенностей Оптимуса Прайма относятся доброта и сострадание, которые распространяются на всё живое, включая жителей Земли. Он воюет, чтобы защитить слабых и тех, чья свобода находится под угрозой. Оптимус отлично понимает, что для достижения этой цели необходимо навсегда разгромить десептиконов. Однако при всём этом он — исключительно благородная натура, и не способен нанести удар в спину даже злейшему врагу. Несколько раз спасал жизнь самому Мегатрону (например, в серии «Отсчёт гибели»). Главная цель Оптимуса Прайма — сохранение мира и жизни во Вселенной, ради которой, при необходимости, он готов действовать даже совместно с десептиконами (см. серии «Ядро», «Инсектиконовый синдром», «Месть Грубикуса»).
Оптимус старается усовершенствовать окружающий мир, по возможности не прибегая к насилию, но, если потребуется, готов сражаться за правое дело.
Как представитель древнейших трансформеров, он обладает безграничной мудростью и неимоверно огромной физической силой, сохраняет самообладание даже в экстремальных ситуациях, и это в совокупности с отличными боевыми навыками делает его непобедимым. Конечно, «быть непобедимым» ещё не значит «быть неуязвимым»: практически в каждом сериале о трансформерах Оптимус Прайм погибает. Однако он обязательно возрождается к жизни, причём ещё более могущественным, чем прежде.
Оптимус Прайм является носителем Матрицы Лидерства, которая хранит в себе мудрость, накопленную автоботами за многие миллионы лет. Матрица дает Прайму ответы на самые сложные вопросы, помогает руководить автоботами в любых, даже самых экстремальных ситуациях и бороться с десептиконами.

## Биография

### «The Transformers»

Оптимус Прайм до войны с Десептиконами

До начала Великой войны был известен под именем Орион Пакс (англ. Orion Pax, в русской телевизионной версии 6-го канала — Орион Мирный), и его характер вполне соответствовал этому прозвищу (в одном мультсериале было упомянуто что он работал еще в документах). Однако его добродушие послужило причиной беды: доверившись Мегатрону, он показал ему энергохранилище автоботов, а тот со своим воинством вероломно захватил его. Сам Орион, его друг Дион и возлюбленная Элита-1 были тяжело ранены и наверняка погибли бы, если бы их не спасли прибывшие из будущего аэроботы. Они доставили Ориона в мастерскую мудрого Альфа Триона, и тот реконструировал Ориона в настоящего воина. Так появился на свет новый предводитель автоботов — Оптимус Прайм, который возглавил их борьбу против десептиконов.
Когда в ходе многовековой войны энергетические ресурсы Кибертрона были истощены до предела, Оптимус собрал команду из самых лучших, опытных и преданных бойцов-автоботов и отправился с ними в путешествие по Вселенной на поиски новых источников энергии. Однако во время полёта их настигли десептиконы и взяли «Ковчег» на абордаж. Завязалась схватка, в результате которой «Ковчег» потерял управление и рухнул на Землю. Оптимус Прайм и вся его команда, а также все десептиконы, находившиеся в это время на борту, были деактивированы и пробыли в коматозном состоянии 4 миллиона лет. Пробудившись от спячки в 1984 году, они обнаружили, что планета обитаема. Теперь Прайм должен был заботиться не только о том, чтобы сражаться с десептиконами, но и о том, чтобы при этом не пострадали люди. Он по доброй воле взял на себя обязанность защищать людей, подавая тем самым пример остальным автоботам.
В ходе битвы в городе Автоботов в 2005 году Оптимус Прайм был тяжело ранен в поединке с Мегатроном. Эта рана оказалась смертельной, и вскоре он скончался, передав Матрицу лидерства своему другу Ультра Магнусу.. Оптимуса Прайма со всеми почестями похоронили в космической усыпальнице вместе с другими героями-автоботами. Позже он был воскрешён Квинтессонами и превращён в зомби. Его руками Квинтессоны рассчитывали устранить нового лидера автоботов — Родимуса Прайма; однако бывший лидер сумел совладать со своим разумом и, вместо того, чтобы убить Родимуса, решил совершить самоубийство, направив свой корабль к Солнцу.
 Два года спустя во Вселенную были выпущены бациллы «Чумы Ненависти», вызвавшие эпидемию. Оказалось, тело Прайма на пути к солнцу было спасено людьми, пытавшимися безуспешно его починить. Когда эпидемия начала грозить уничтожить всё живое на планете, Прайм был вторично воскрешён при помощи плененного квинтессона, так как только он один мог победить «Чуму», использовав силу Матрицы.

### «Transformers: Scramble City»
Когда Ищейки и конструктиконы напали на секретный завод автоботов, Оптимус Прайм повёл в бой небольшой отряд, чтобы остановить их. На поле боя он начал поединок со Скандалистом, а затем вызвал аэроботов в качестве подкрепления. Во время второй атаки десептиконов он сражался в составе того же самого отряда. Когда Безумец пристыковался к Супериону, Оптимус попросил Ультра Магнуса прислать Метроплекса, как только тот будет готов, а сам возглавил атаку на эффектиконов и заставил того отстыковаться. Вместе с другими участниками сражения наблюдал прибытие Метроплекса и Триптикона.

### «Transformers: The Headmasters»
Осуществлял общее руководство автоботами, находясь на Кибертроне. Когда из-за попыток десептиконов взять под контроль Сигма-Компьютер тот стал нестабильным, Оптимус, пожертвовав собой, слился с ним, чтобы предотвратить взрыв, который мог бы уничтожить всю планету.

### «Transformers: Robots in Disguise»
Оптимус Прайм был создан Альфа Трионом одновременно с Ультра Магнусом в Золотой век Кибертрона. Они вместе воспитывались и считали друг друга братьями. Во время войны братья были лучшими воинами, после чего Вектор Сигма даровал Матрицу Лидерства Оптимусу. Став Праймом, молодой воин вместе с несколькими отрядами был отправлен на Землю чтобы остановить предакона Мегатрона и его приспешников.

### «Transformers: Beast Wars»
В этом сериале Оптимус Прайм является, скорее, бездействующим лицом, хотя присутствует в нескольких сериях.
 В финале второго сезона лидер предаконов Мегатрон (тёзка и потомок Мегатрона-десептикона) проникает внутрь «Ковчега» — корабля автоботов, 4 миллиона лет назад потерпевшего крушение и скрытого в недрах вулкана. Обнаружив на борту «Ковчега» погружённого в стазис Оптимуса Прайма, Мегатрон стреляет ему в голову, намереваясь лишить автоботов вождя и не дать им победить в войне с десептиконами, которая начнётся после их пробуждения. Однако потомок Оптимуса, известный как Оптимус Праймал, командир максималов, принимает в себя Искру своего предка, чтобы сберечь её, пока Райнокс восстанавливает его тело. Когда же Оптимус был восстановлен, Праймал вернул Искру лидера автоботов её владельцу.

### «Transformers: Beast Machines»
В начале сериала в одном из эпизодов сериала можно заметить памятник Оптимусу (впоследствии разрушенный Вехиконами). Во втором сезоне Праймал приходит в древний город Иакон, где находится мемориал автоботов, и вступает в беседу с духом своего великого предка, не подозревая, что это — всего лишь голограмма, созданная Мегатроном.

### «Transformers: Animated»
В этом мультсериале Оптимус Прайм — совсем ещё молодой офицер, недавний выпускник военной академии в Автобот-сити на Кибертроне. Его продвижение по службе прервалось из-за трагического случая — во время экспедиции на неизвестную планету, в которой Оптимус участвовал вместе со своими друзьями (Элитой-Один и Сентинелом), Элита пропала без вести. В ходе судебного разбирательства Оптимус взял всю вину на себя и по приказу Ультра Магнуса был отправлен руководить заштатной ремонтной бригадой, занимающейся починкой Космических мостов. Здесь он познакомился со своей будущей командой — Храповиком, Бамблби, Твердолобым и Сыщиком.

Случилось так, что во время проведения ремонтных работ на маленьком астероиде команда Прайма нечаянно обнаружила величайший артефакт — Оллспарк, и тем привлекла к себе внимание десептиконов, которые давно уже охотились за Оллспарком. После этого скромным работягам пришлось быстренько переквалифицироваться в бойцов. Во время схватки на корабле Оптимус Прайм победил Мегатрона, но его корабль был повреждён и упал на Землю; вся команда, включая Оптимуса, погрузилась в стазис и пробудилась только через 50 лет. После пробуждения Оптимус вместе со своей командой спас город Детройт от страшного чудовища-мутанта, а также подружился с людьми — профессором Айзеком Самдэком, его 8-летней дочерью Сари и инспектором Фэнзоном.
 Оптимус не любит Хэллоуин, так как этот день напоминает ему несчастный случай с Элитой-Один. Именно в Хэллоуин он узнаёт, что Элита-Один не погибла, а мутировала, взяв себе имя Чёрная Вдова. После того, как Сентинел узнал, что Элита-Один ещё жива, он снова стал другом Оптимуса. Прайм победил всех десептиконов, и даже самого Мегатрона, после чего прославился после возвращения на Кибертрон.

### «Transformers: Rescue Bots»
Оптимус Прайм послал сообщение в космос, приглашая автоботов прибыть на Землю. Когда спасательный отряд «Сигма-17» прибыл, лидер автоботов встретил их лично, предоставив им земные формы транспорта для сканирования. Прайм также направил отряд помогать спасательной команде людей, скрывая при этом их истинную сущность, а попытавшегося возмутиться Хитвейва назначил его лидером. Затем Оптимус познакомил трансформеров с Чарли Бёрнсом, знающим их секрет, после чего попрощался с автоботами.
Вскоре боты связались с Оптимусом, чтобы пожаловаться, что отношения с новыми партнёрами не складываются. Лидер автоботов отказался дать команде новое задание и предложил подружиться с семьёй Бёрнсов, заодно прислушиваясь к советам Коди. Напомнив ботам, что общение с людьми — часть их миссии, Оптимус завершил сеанс связи

### «Transformers: Prime»
В давние времена, на Кибертроне, занимал скромную должность архивариуса и дружил с Мегатроном, который тогда был простым гладиатором. В те времена Оптимуса звали Орион Пакс. В настоящее время возглавляет команду автоботов-защитников Земли, состоящую из самых верных, доблестных и надёжных воинов, среди которых — Бамблби, Рэтчет, Балкхэд и Арси.
 Несколько раз подвергался риску быть убитым, но всегда спасался. Часто его спасателями бывают автоботы, а иногда люди и даже Мегатрон. В серии «Свалка» они с Арси чуть ли не погибли от холода, и уверенные в том, что их конец вот-вот наступит, Арси и Оптимус Прайм держатся за руки, сказав, что «сольются с Великой искрой».
В конце первого сезона Оптимус использовал Матрицу лидерства в сражении с Уникроном, но это потребовало такой затраты сил и энергии, что у него развилась травматическая амнезия: он забыл всё, что произошло за последние тысячелетия, и стал называть себя Орионом Паксом (тем, кем он был до того, как стал Праймом). Поверив Мегатрону, «Орион Пакс» начинает причислять себя к десептиконам и разыскивает для них сведения о древних могущественных артефактах. Однако в конце третьей серии второго сезона память о прошлом возвращается к нему (отчасти благодаря Старскриму, который дал ему понять, что Мегатрон его обманывает, но главным образом — стараниями Джека Дарби, совершившего полёт на Кибертрон, чтобы найти в архивах нужные файлы), и он вновь встаёт в ряды автоботов.
 В заключительной серии второго сезона Оптимус Прайм вместе со всей своей командой возвращается с Земли на родную планету, где разворачивается ожесточённое сражение с десептиконами. Автоботам, возглавляемым Праймом, удаётся отбить у противника Омега-Ключи — самые ценные артефакты Кибертрона. Но когда Мегатрон захватывает в заложники Джека, Мико и Рафа, угрожая прикончить их, если ему не вернут ключи, Оптимус вынужден уступить. Таким образом, исход сражения оказывается плачевным для автоботов — Омега-Ключи они потеряли, их земная база обнаружена Мегатроном и уничтожена, а сам Оптимус тяжело ранен. Его даже считали погибшим, однако на самом деле он был спасен Смоукскрином и спрятан в пещере.. Временно исполняющим обязанности командира становится Ультра Магнус. Однако с помощью мощнейшего из кибертронских артефактов — Молота Солус Прайм, выкраденного Смоукскрином с корабля десептиконов, Оптимус восстанавливает свои силы и возвращается на пост лидера автоботов.
В полнометражном мультфильме «Трансформеры: Прайм - Охотники на чудовищ - Восстание Предаконов» Оптимус Прайм после торжественной церемонии посвящения Бамблби в рыцари отправляется к звёздам в поисках «Оллспарка». Тем временем планету атакует Уникрон в теле Мегатрона. Вернувшись, Оптимус побеждает его, изгнав Искру Уникрона из его тела, а затем в очередной раз жертвует собой ради возрождения родного Кибертрона, погрузившись в ядро планеты вместе с Матрицей лидерства и «Оллспарком». Среди вылетающих из ядра Искр хорошо заметна одна, окружённая красно-синей аурой, намекая, что вскоре Оптимус Прайм возродится.

### «Transformers: How to Ride Your Dinobot»
Оптимус Прайм, сумевший оседлать Гримлока, воспользовался пособием для поездки на диноботе. Сначала Прайм погонял динозавра, потом пытался объяснить, куда идти, но в итоге автоботу пришлось тащить динозавра на себе. Некоторое время спустя Оптимус всё же смог прокатиться на Гримлоке, разместив перед его носом шестерню на удочке

## Биография в фильмах

Оптимус Прайм в первых трёх фильмах Майкла Бэя

### Трансформеры
Во всех фильмах Оптимус Прайм действует как лидер автоботов. В первом фильме он во главе небольшого отряда самых надёжных бойцов прибывает на Землю в поисках Оллспарка (или «Великой Искры») — невероятно мощного источника энергии, способного порождать целые миры, который был утерян во время братоубийственной войны на Кибертроне, развязанной десептиконами ради его захвата. Его цель — уничтожить Оллспарк, чтобы десептиконы не смогли использовать его силу для осуществления своих злодейских замыслов. Хотя земная цивилизация, по меркам трансформеров, ещё очень примитивна, Прайм готов защищать людей, чего бы это ни стоило и ему самому, и его друзьям-автоботам. Возражая тем, кто считает людей отсталой и варварской расой (а так думает не только Мегатрон, но даже и кое-кто из автоботов — в частности, Айронхайд), Оптимус выражает уверенность в том, что люди, как все живые существа, заслуживают свободы, и что у них тоже есть право выбора. Даже когда люди начинают проявлять недружелюбие к автоботам, он смиряется с этим, уважая их право принимать самостоятельные решения; его единственная реакция на предписание покинуть Землю — это просьба подумать.

### Трансформеры: Месть падших
Во второй части На Земле было создано смешанное подразделение под названием NEST, состоявшее из людей и автоботов, занимавшееся выслеживанием и устранением выживших десептиконов. Во время операции в Шанхае Оптимус убил Демолишора, который перед смертью успел сказать о пробуждении Фоллена. Когда Прайм докладывал о проведённой зачистке и предупреждении Демолишора, в его речь вклинился Теодор Галловей, объявивший, что это автоботы провоцируют десептиконов на агрессивные действия, и что, возможно, команде Прайма лучше покинуть Землю. После похищения последнего осколка Оллспарка Прайм обратился за помощью к Сэму, чтобы тот помог наладить контакт между людьми и автоботами, но парень отказался.
Тем временем десептиконы массово вернулись на Землю. Прайм с частью отряда отправился спасать Сэма, попавшего в руки Мегатрона. В лесу Оптимус дрался против Мегатрона, Старскрима и Гриндора, сумев убить последнего. Однако и сам Прайм был убит ударом в спину, прежде чем другие автоботы подоспели на помощь. Его останки были привезены на базу NEST. После обнаружения Сэмом Матрицы лидерства появилась надежда на воскрешение Прайма, что и было сделано. Оптимус получил не только жизнь, но и новые способности благодаря деталям, пожертвованным Джетфайром. В финальной битве Прайм сумел не только убить Фоллена, но и сильно покалечить Мегатрона

### Трансформеры 3: Тёмная сторона Луны
В третьей части, спустя три года после битвы в пустыне и смерти Фоллена, Оптимус Прайм и автоботы стали помогать своим союзникам в решении международных конфликтов. Оптимус отправился вместе с подразделением NEST во главе Уильяма Леннокса в Чернобыль. Здесь солдаты NEST подверглись нападению Дриллера. Оптимус Прайм отрубил ему щупальце, а потом увидел Шоквейва и ушёл. Затем он увидел деталь пропавшего корабля автоботов «Ковчег». Оптимус страшно зол был о сокрытием информации об обнаружении Ковчега, где находилась их технология которая могла принести им победу в войне на Кибертроне. Оптимус и Рэтчет отправляются на спутник и находят Сентинела Прайма и часть цилиндров. Оптимус оживляет бывшего предводителя автоботов Сентинела с помощью Матрицы лидерства, и говорит, что война была проиграна. Сентинел говорит, что сумел спасти 5 колонн и еще одну управляющую. Потом Сентинел поздравил Оптимуса о том, что благодаря ему раса трансформеров выжила. Оптимус хотел, чтобы Сентинел принял Матрицу лидерства, но тот отказался, заявляя что время его лидерства давно прошло, теперь Оптимус — лидер автоботов.

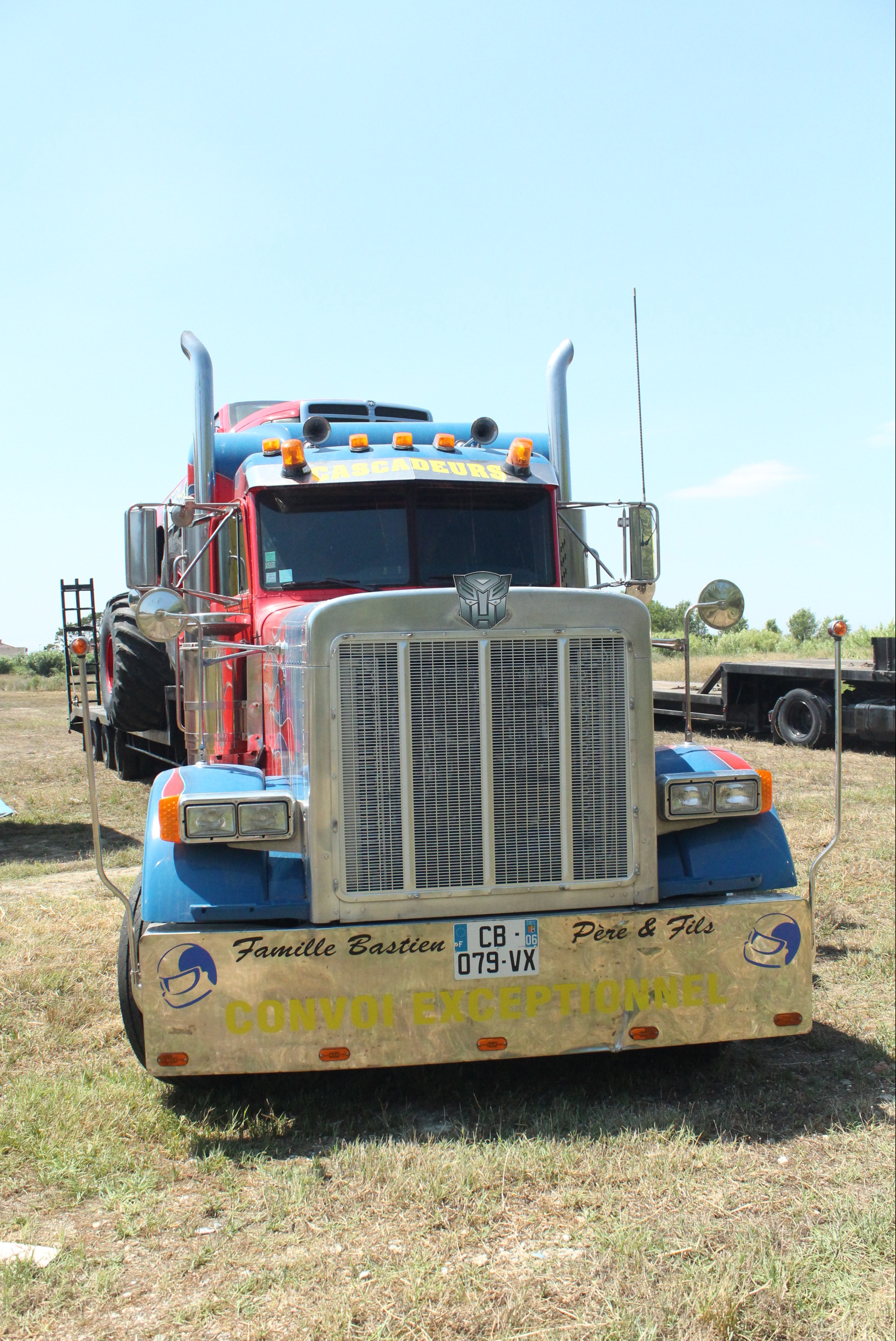
Альт-форма Оптимуса Прайма в первых трёх фильмах Трансформеры

Оптимус Прайм, вернувшись на базу NEST, был шокирован в том что Сентинел оказался предателем, поэтому он отправился на его поиски. Оптимус находит Сентинела в национальном аллеи и просит его остановиться, но тот отказывается и соединяет 5 колонн, которые создают космический мост, призывающий из Луны армию десептиконов. Оптимус попытался сразиться с автоботом-предателем, но его силы оказались недостаточны по сравнению с бывшим наставником. На вопрос Оптимуса почему он предал автоботов и людей, Сентинел сказал, что он сделал это, для того, чтобы спасти Кибертрон.
После этого Сентинел приносит сообщение в ООН и требует, чтобы они отреклись от своих союзников — автоботов, и чтобы последние покинули Землю. Оптимус встречается с Сэмом, который просит их остаться, но Оптимус говорит Сэму, что теперь это их война. После этого он уходит на корабль. Потом Старскрим атакует и уничтожает их корабль.

Оптимус Прайм и автоботы оказались живы, он и его автоботы сбили корабль-истребитель десептиконов, тем самым спасая Сэма и Эпса. После того пошли на штурм в Чикаго, а Сэм и Бамблби спасли Карли. Оптимус с группами автоботов и NEST уничтожают большую часть десептиконов. После этого вызывает Сентинела на поединок, и Оптимус чуть было не проигрывает, но чудом остался жив благодаря Мегатрону, который вмешался в битву и нанёс Сентинелу тяжелейшие раны. Мегатрон предлагает перемирие, в обмен на власть, но Оптимус отвергает предложение Мегатрона, после чего убивает Мегатрона и добивает Сентинела.

### Трансформеры: Эпоха истребления

Оптимус Прайм в четвёртом и пятом фильме Майкла Бэя

Оптимус является главным действующим лицом фильма «Трансформеры: Эпоха истребления», который вышел 26 июня 2014 года. После боя в Чикаго Прайма обнаружили Локдаун и бойцы отряда «Могильный ветер». Автобот был тяжело ранен, но сумел не только уйти прежде, чем потерял способность двигаться, но и предупредить других автоботов. Сам Прайм в альт-форме грузовика спрятался в заброшенном кинотеатре, где был обнаружен и куплен Кейдом Йегером. Вскоре изобретатель заметил, что его приобретение — не простой грузовик. а робот-трансформер. Вытащив из Искры Прайма ракету, механик вернул его к жизни. Сначала Оптимус собирался убить их и пробираться к автоботам, но Йегер убедил Оптимуса, что ему никто не угрожает, и принялся сам чинить гостя. Вскоре ЦРУ выследили беглеца и группа во главе с Савоем потребовала выдачи автобота. Чтобы не подвергать опасности своих новых друзей, Оптимусу пришлось позволить обнаружить себя, однако вскоре автобот вновь скрылся от преследователей. В конце концов Прайм присоединился к другим автоботам. Вместе они атаковали здание KSI в Чикаго, в результате чего за ними послали Гальватрона. Сразившись с Гальватроном, Оптимус обнаружил присутствие своего старого врага — Мегатрона. Немедленно прибыл Локдаун, который забрал поверженного Прайма на свой корабль, где поместил автобота в тюремную камеру. Прайм вскоре был освобождён Дрифтом и Хаундом. Автоботы отсоединили тюремный отсек и остались на планете, когда остальная часть корабля улетела. Трансформеры отправились в Китай, чтобы не дать Гальватрону воспользоваться полученным от Локдауна зерном. Прайм освободил диноботов и сразился с Гримлоком, чтобы заручиться их поддержкой, затем верхом на нём поскакал в бой. Когда вернулся Локдаун, Оптимус разрезал его на две части, а затем забрал зерно и отправился в космос на поиски своих создателей.

### Трансформеры: Последний рыцарь
В пятой части Оптимус Прайм прилетает на Кибертрон, где встречает Квинтессу, которая берет его в плен и рассказывает ему о Юникроне. После чего она требует искупить вину Оптимуса за уничтожение его мира, путем уничтожения Юникрона, альт-форма которого является Земля. После чего Оптимус под новым эго Немезис Прайм отправляется на Землю. Однако в бою с Бамблби он приходит в себя и снова становится Оптимусом Праймом, после того, как Бамблби заговорил с ним своим собственным голосом. В то время как Оптимус, придя в себя, осознает, что натворил, появляется Мегатрон и забирает посох Квинтессы, на которую он работал. Объединив силы, автоботы и военные отправляются на Кибертрон. Вскоре, Оптимус вновь одолевает Мегатрона, в то время как Бамблби выстреливает в Квинтессу (далее в сцене после титров было показано, что она пережила выстрел и скрывается в образе женщины). В конце фильма, Прайм заявляет, что люди и Трансформеры должны работать вместе, чтобы восстановить свои миры, и отправляет сообщение, призывающее всех оставшихся в живых автоботов вернуться домой.
Хотя Оптимус, как и другие Трансформеры, получил в фильме новый, технически сложный дизайн, создатели сохранили в его дизайне много классических деталей (в частности, ему оставили окна на груди и почти идентичную голову). Однако в четвёртой части его внешний вид, как и вид членов его команды, был значительно изменён (например, лицевая маска стала более сложной формы, а окна на груди были заменены на пластины с корпуса).

### Бамблби
В начале фильма Оптимус Прайм принимает участие в битве за Кибертрон, но из-за превосходства десептиконов, ему пришлось отступить к крепости, откуда автоботы эвакуировались в другие планеты. Оптимус отправляет Бамблби на найденную планету Земля, чтобы построить базу и защитить планету, лидер Автоботов говорит, что если десептиконы найдут Землю — автоботы обречены. После, он выигрывает для Бамблби время. Во флешбеке он сражается с Рэведжом и побеждает, но после его окружают десептиконы.
В этом фильме все трансформеры (включая Оптимуса Прайма) больше похожи на каноничных, чем в киновселенной Майкла Бэя.

### Трансформеры: Восхождение Звероботов
Оптимус Прайм вернется в фильме «Трансформеры: Восхождение Звероботов», а также в нем будет показан его аналог из «Битвы зверей», Оптимус Праймал лидер Максималов.

## Биография в комиксах

### «Первое Поколение»

#### «Transformers: Primacy»

Оптимус Прайм в комиксах издательства «IDW»

Для восстановления после боя с Триптиконом, Оптимус взял отпуск и отправился на ледник Грав-Хараан на Южном полюсе планеты. Там автоботы обнаружили Омега-стражника, ожидавшего Прайма. Однако тот не признал Оптимуса, поскольку тем Праймом, которого знал гигант, был Нова. Чтобы убедить Омегу, Оптимус предъявил ему Матрицу, после чего пригласил вернуться к цивилизации. Гигант принял его предложение и трансформировался в ракету.

### Timelines

#### «Transformers: Shattered Glass»
Во вселенной этого комикса и его продолжений, история и характер Оптимуса кардинально отличаются от многих других источников — здесь Оптимус является отрицательным персонажем и основным антагонистом.
 В давние времена он был библиотекарем по имени Оптроникс и изучал великие кибертронские архивы. Он был недоволен своим низким положением в обществе, поэтому он начал плести интриги и разжигать в кибертронцах недовольство. Все согласные с ним вскоре сформировали движение «автономное от кибертронского общества» — автоботов, а Оптроникс лично разработал оружия и улучшения для своих будущих бойцов. Будучи первым подвергнутым изобретённой им модернизации, он стал называть себя Оптимус Прайм. Оптимус погрузил Кибертрон в всепоглащающую войну, его армия постепенно росла, а всех несогласных он уничтожал. Однако в конечном итоге из за растущей жажды власти и знаний он обезумел. Долгое время никто не мог противостоять автоботам, а сопротивляющихся поодиночке кибертронцев они жестоким образом теснили. Так продолжалось до тех пор пока сопротивлявшихся не объединил в единую армию Мегатрон. Некоторое время установился некий баланс сил, однако вскоре Оптимус вновь нарушил его в свою пользу воспроизведя изобретённую Мегатроном технологию трансформации. Пользуясь преимуществом он с автоботами стал строить космический корабль «Арк», намереваясь отправиться на другие планеты с целью использования их ресурсов в своих целях. Но его планам не суждено было сбыться вовремя: переместившийся в этот мир героический автобот Клиффджампер вместе Мегатроном и другими десептиконами снёс стартовую площадку, отложив запуск «Арка» на неопределённый срок.

### «Aligned»

#### «Transformers: War for Cybertron»
В этой игре Оптимус был другом Зеты Прайма. И после смерти Прайма (в дальнейшем оказывается что он жив.) Берёт командование на себя. Сам же Оптимус признаёт что это до того как Совет выберет нового Прайма(Рэтчет позже заявляет что у Оптимуса неплохо получается). Он активирует систему связи в Декагоне. Сражается со Старскримом. Вместе с Бамблби и Сайдсвайпом освобождает Зету. Он приносит тело Зеты и его избирают Праймом.

#### «Transformers: Prime»
Когда Арси и Клиффджампер прошли через космический мост и оказались на Земле, Оптимус и Бамблби спасли их от Старскрима и Брейкдауна, после чего привели на свою базу.

#### «Transformers: Fall of Cybertron»
Оптимус Прайм пытался объяснить Гримлоку, который казался ему безрассудным, что следует вести себя осторожнее. Когда разговор оказался безрезультатным, Прайм вернулся к строительству «Ковчега».

## Технические характеристики

Боевой режим Оптимуса Прайма

Рост Прайма составляет 8.5 метров, а вес 4.3 тонны; Корпус выполнен из кобальтового суперсплава, который делает его устойчивым практически к любым ударам и взрывам. Фирменная окраска корпуса, по которой его легко опознать в любом сериале и фильме — сочетание красного, синего и белого цветов. Кроме того, в режиме робота у него (единственного из автоботов) на груди расположены окна, которые могут раскрываться; за ними находится камера, в которой хранится Матрица лидерства. Шлем Прайма — синий, с двумя антеннами по бокам. Лицо практически постоянно закрыто защитной пластиной (его можно увидеть только в фильмах Майкла Бэя и пяти сериалах — «Transformers: Beast Wars», «Transformers: Cybertron», «Transformers: Cyberverse», «Transformers: Animated» и «Transformers: Prime», а также в сиквеле – Трансформеры: Роботы под прикрытием). Оптические датчики голубые. 
Уникальная система гиперкатушечной мускулатуры Прайма образует его основную, протоформную суперструктуру и придаёт ему силу, подобной которой не обладает больше ни один из трансформеров. Его личная искра (жизненная сущность) является сгустком мощнейшей энергии. 
В режиме робота Прайм имеет доступ к отдалённым (дремлющим) узлам, дающим ему возможность увидеть любую местность или поле битвы с нескольких точек одновременно. Основное оружие Оптимуса Прайма — пушка шквального огня с лазерным прицелом. Эта пушка стреляет плутониевыми боеголовками, имеющими радиус поражения до 1 км и взрывную силу, эквивалентную 15 кг тротила. Пушка способна к автоматической перезарядке и поэтому может буквально поливать врага непрерывным шквальным огнём. Вспомогательное импульсная пушка стреляющая заряженными частицами с мощностью 1 мегаватт, создавая эффект «огненной стены».

В режиме робота Оптимус Прайм может разделиться на три составляющие:
- Модуль «Оптимус» представляет собой чувствующего робота, являющегося кладезем обширных знаний и силы. Он способен принять груз массой 35000 кг. Сила удара кулака достигает 30 тонн .Вооружен лазерной винтовкой испособен прожечь дыру в носовом конусе истребителя десептиконов с расстояния 4 километров благодаря своей исключительной зоркости.
- Модуль «Прайм», известный также под названием «Роллер» — небольшое, похожее на тележку устройство, которое используется для незаметного проникновения за линии обороны врага[20]. Оптимус может управлять этим модулем по радио на расстоянии до 19 километров. Появление где-либо Роллера равносильно присутствию там самого Оптимуса Прайма.
- Модуль «Боевая Платформа» — автоматическая пусковая установка, способная применять любое артиллерийское, ракетное и лучевое оружие, состоящее на вооружении других автоботов. Оборудование платформы включает в себя также чрезвычайно ловкий манипулятор, позволяющий быстро заряжать и менять оружие. Установленная на платформе дисковая антенна обеспечивает связь между Оптимусом Праймом и другими автоботами в радиусе 90 километров. Она может быть приспособлена для спутниковой связи, что повышает её эффективность в 10 раз. Вне боя выглядит как автоприцеп.

Хотя Оптимус Прайм может функционировать в виде трех независимых модулей, ранение одного из них ощущают остальные. Роллер особенно уязвим во время проведения им операций в тылу врага, на которых он специализируется. Тем не менее, модуль Оптимус является самым важным из триады. Он может выжить без двух других, они без него — нет.
В «Автороботах» Оптимус вооружен многочисленными лазерами и ракетами. Его трейлер может соединяться c ним самим, в этом случае Оптимус становится воистину непобедимым воином, и даже полчища десептиконов не могут его остановить. Вместе со своим братом Ультра Магнусом составляет гештальт «Омега Прайм». За счет Матрицы его оружие — сильнейшее оружие автоботов. Коронная атака Оптимуса Прайма — «Лазерная метель». В режиме машины может использовать очень чувствительную антенну для обнаружения врагов в радиусе до 10 км. Трансформируется в пожарный автомобиль Hino Brandlier.
В «Армаде» образует «малый гештальт» с мини-коном по имени Спаркплаг, при соединении с которым увеличивается в размерах и приобретает дополнительную мощность. Спаркплаг также управляет прицепом, пока Прайм находится в альт-форме робота.Умеет переходить в супер-режим. Может объединяться в гештальт с Джетфайром, получая реактивные двигатели и бластер. Вооружён лучевой винтовкой, может выпускать волну энергона, а также преобразует свой прицеп в две лазерные пушки.
В «Энергоне» вооружён бластером, может объединяться с 4 миниботами, получая огромное количество лазерных пушек.
В мультсериале «Кибертрон» вооружён лучемётами, и лазерной винтовкой, имеет суперрежим. Может стыковаться с Уинг Сейбером и Леобрейкером.
В «Анимейтед» имеет секиру, два троса с крюками, два пенометателя и реактивный двигатель.
В «Прайме» вооружён двумя мечами и бластерами. Позже получает лазерный пулемёт и лучевую пушку, ракетный ранец и бомбомётную установку.
В художественном фильме «Трансформеры» Прайм трансформируется в шестиколёсный грузовик Peterbilt с двигателем мощностью 850 лошадиных сил и максимальной скоростью 400 км/ч, оборудованный 39 пушками и пусковой установкой ракет «земля-воздух». В режиме робота вооружён теми же ракетами, двумя мечами, двумя крюками (2-я часть), секирой (3-я часть) и пушкой с лазерным прицелом, которая стреляет плутониевыми боеголовками, имеющими радиус поражения до 100 км и взрывную силу, эквивалентную 1500 кг тротила.
В «Мести падших» бывший десептикон по имени Джетфайер отдаёт Оптимусу Прайму свои детали, в результате чего тот становится обладателем ещё большей силы, и даже получает возможность летать.
В «Тёмной стороне Луны» Оптимус обзавёлся прицепом, в котором хранит дополнительное вооружение и крылья для полета.
В «Эпохе истребления» Оптимус Прайм вначале имел форму ржавого грузовика «Marmon», которую принял ради маскировки, а позже стал трансформироваться в красный тягач «Western Star 2014». Вооружён мечом, щитом с острыми краями, пулемётом, клинком в правом запястье и мощной пушкой, с помощью которой можно побороть даже гигантского Гримлока и прочих диноботов!

## Умения
Оптимус Прайм — один из самых лучших и опытных воинов среди автоботов, да и среди трансформеров вообще. Одинаково хорошо владеет всеми видами оружия, которые доступны трансформерам. Замечательный тактик и стратег. Знаком со всеми отраслями кибертронских наук. Обладает выдающимися талантами полководца. В одном из мультсериалов было показано, что Оптимус Прайм отличный дипломат, способный привести свой народ к процветанию.

## Характер
В мультсериалах Оптимус Прайм — «рыцарь без страха и упрёка», идеальный командир автоботов. Он лишён недостатков. Подчинённые преданы ему и горды тем, что действуют и сражаются под его руководством. Даже враги воздают ему должное. Его можно упрекнуть разве что в слишком сильном сострадании к другим и тревоге за их безопасность, которые порождают в нём постоянную готовность к самопожертвованию. Он вполне сознаёт степень добровольно принятой им на себя ответственности, и поэтому всегда очень серьёзен.
В мультсериале «Мастерфорс» характер Оптимуса совершенно иной — он такой же, как и у земных парнишек 17-19 лет. Он любит проводить время с друзьями, в то же время он не отказывается от еды и газированных напитков. Тем не менее, во время сражений с десептиконами, он безжалостен.
В киноэпопее «Трансформеры» характер Оптимуса несколько иной. Здесь Оптимус также благороден и бесстрашен, но его характер в значительной степени утрачивает привычную мягкость. Особенно это заметно в заключительной части трилогии, где Прайм демонстрирует не свойственную ему прежде беспощадность к врагам. Также это было замечено в его словах из «Трансформеры: Эпоха Истребления»:

«Автоботы, я поклялся никогда не убивать людей. Но когда я узна́ю, кто стоит за этим, я прикончу его»
 Своё слово Прайм сдержал — виновник произошедшего, человек по имени Гарольд Аттинджер, погиб от его руки. И тем не менее, Оптимус всегда и при любых обстоятельствах свято сохраняет верность идеалам автоботов.
В мультсериале «Анимейтед» Оптимус ещё совсем молод и потому довольно наивен и идеалистичен, склонен к длинным «вдохновляющим» речам. Однако к своим обязанностям он относится очень серьезно. Больше всего он хочет стать настоящим героем.

## Видеоигры
Оптимус Прайм появляется во всех играх про трансформеров, за исключением «Transformers: Beast Wars» и «Transformers: Battle to Save the Earth».

### «The Transformers»
Оптимус был одним из автоботов, пытавшихся собрать по частям особый энергонный куб, ради чего ему пришлось сражаться с десептиконами.

### «Transformers: Mystery of Prime»
Оптимус Прайм внезапно исчез, но после продолжительных поисков был обнаружен Ультра Магнусом.

### «Transformers: Generation 2 — Handheld Game»
Оптимус Прайм мирно ехал по дороге, когда на него напали конструктиконы, Рэмджет и Старскрим, однако с помощью других автоботов ему удалось отбить атаку.

### «DreamMix TV World Fighters»
В этой игре-кроссовере Оптимус и его злейший враг Мегатрон были приглашены на телевизионное файтинг-шоу.

### «Transformers: Beast Wars Transmetals»
После победы над максималами Мегатрон проник на «Ковчег», где уничтожил Оптимуса Прайма, в результате чего в будущем десептиконы победили автоботов.

### «Transformers: Call of the Future»
Оптимус Прайм вместе с Джазом и Уилджеком отправился расследовать крушение НЛО и исчезновение автоботов на планете Зел Самин. Вскоре вместе с товарищами автобот поспешил на сигнал SOS, который оказался послан Саундвейвом. Чтобы вернуться на корабль, автоботы победили самого связиста, орды Ищеек и клонов, прошли через минное поле, а после одолели Мегатрона. Во время поединка Оптимус обнаружил, что его тело работает не так, как должно (позже выяснилось, что неполадки были вызваны излучением местной звезды). Узнав, что десептиконы нападают на источники энергии, имеющиеся на планете, Прайм с готовностью принял предложение защитить планету в обмен на помощь в починке корабля и снабжение автоботов энергоном.

### «Transformers: Quest»
В этой флэш-игре Оптимус путешествовал по разным планетам в поисках Кибер-ключей.

### «Transformers: Roll Out!»
В этой флэш-игре Оптимус сражался с Рэнсаком, Крамплзоном и Дёрт Боссом, после чего лидер автоботов получил Кибер-ключ Велоцитрона.

### «Transformers: G1 — Awakening»
Оптимус был среди автоботов, отправившихся на «Ковчеге» на поиски источников энергии. В результате атаки десептиконов корабль потерпел крушение, а сам Прайм оказался тяжело повреждён. Спустя 4 миллиона лет он был активирован Метроплексом и принял участие в битве с Саундвейвом, Скайварпом и Тандеркрэкером. Автоботы победили и заручились поддержкой людей, населявших планету.
Затем Оптимус был в отряде, захватившем в плен Джетфайера. Доводы медика о неизвестном происхождении пленника заинтересовали автобота, и он решил выслушать Джетфайера. В результате разговора Прайм понял, что десептиконы обманули авиатора, и предложил тому присоединиться к автоботам. Затем Оптимус отправил нового автобота отключить силовое поле десептиконов, а когда это было сделано, узнал, что за ним был спрятан космический мост. Оптимус лично возглавил атаку на сооружение. Когда десептиконы были побеждены, оказалось, что вся схватка была прикрытием, и Мегатрон уже на Кибертроне. Прайм приказал своим автоботам следовать за ним.
На Кибертроне Оптимус попал в ловушку автоботов и был посажен в камеру, но позже освобождён оттуда Рэтчетом и Бамблби. Вместе автоботы направились к космическому мосту. Перед сооружением они обнаружили армию десептиконов, но это не помешало автоботам вернуться на Землю. Там автобот стал частью отряда, который обнаружил Гримлока и оказал тому помощь в бою. Когда с десептиконами было покончено, Прайм объяснил диноботу, что они на одной стороне. Когда Бамблби попытался отговорить Гримлока, собравшегося искать новых врагов, Оптимус предположил, что у них всё равно не хватило бы сил, чтобы его остановить.
Когда автоботы получили сигнал о помощи, Прайм отбросил предположение о том, что его послал Гримлок. Оказалось, что это была ловушка десептиконов, но Оптимус и его команда смогли справиться с ними и вернуться на «Ковчег». Там оказывается, что предыдущее сражение было лишь отвлекающим манёвром, чтобы захватить корабль, однако Оптимус с автоботами вновь побеждают. Прайм предлагает развить успех и ударить по силам десептиконов на Кибертроне.
Чтобы осуществить задуманное, Прайм возглавил отряд, атаковавший армию десептиконов и отбивший космический мост. Попав на Кибертрон, Оптимус вместе с Бластером и Бамблби отключил энергоснабжение крепости Шоквейва. Подобравшись к крепости, автоботы обнаружили впереди армию Мегатрона, но это их не остановило. Внутри лидер автоботов обнаруживает самого Шоквейва. Оптимус приказывает Бамблби освободить столько автоботов, сколько он сможет, но разведчик отказывается оставить его. Вместе автоботы сражаются и терпят поражение. Прайм оказывается тяжело ранен, но появляется Гримлок и спасает их.
Наконец, Оптимус и Бамблби сразились с Саундвейвом и Мегатроном на Земле. В этой схватке вновь победили автоботы.

### «Transformers: Battle Universe»
Матрице Лидерства нужен был новый хозяин, и Оптимус вместе с другими воинами сражался в различных Вселенных.

### «Transformers: Prime — Pulsar Defense»
В этой флэш-игре десептиконы соорудили устройство, вытягивающее энергон, после Прайм приказал начать постройку тарелки-пульсара и лично защищал её от атак десептиконов Звёздным мечом.

### «Transformers: Prime — Battle for Energon»
В этой флэш-игре Оптимус Прайм отправил Балкхэда сначала в шахту десептиконов, чтобы собрать тёмный энергон, потом на «Немезиду», чтобы заполучить обычный, а затем обследовать базу автоботов и ловить скраплетов. Пока воин выполнял задания, Прайм всё время наблюдал и давал советы.

### «Transformers: Prime — Beast Hunters»
В этой флэш-игре Оптимус Прайм отбивался от орд вехиконов, посланных Предакингом, а также от Саундвейва и Старскрима.

### «Hasbro Arcade»
Оптимус Прайм преследовал Предакинга, который по какой-то причине летел вдоль дороги и производил разрушения. Автобот перепрыгивал через препятствия, пока не выбился из сил.
В игре по фильму Прайм преследовал корабль «Немезида».

### «Transformers: War for Cybertron»
Оптимус играбелен в кампании автоботов (кроме 4-й главы). Вместе с Рэтчетом и Бамблби чинит узел связи в Декагоне. Вместе с Сайдсвайпом и Бамблби спасает Зету Прайма из тюрьмы Каона. Вместе с Айронхайдом и Ворпатом освобождают Омегу Суприма и очищают ядро Кибертрона от тёмного энергона. Когда Силверболт, Джетфаер и Эйррейд сбивают Триптикона с орбиты, Прайм с Бамблби и Айронхайдом добивают Триптикона.

### «Transformers: Rise of the Dark Spark»
Оптимус из Выровненной вселенной вместе с Бамблби ждал Сайдсвайпа и Айронхайда на железнодорожной станции. Автоботы вместе отбивались от инсектиконов, а затем загрузились на поезд. Когда поезд был взорван, Прайм попытался отвлечь десептиконов, но его быстро раскусили. Тогда Оптимус придумал новый план и послал Клиффджампера выиграть время для его осуществления. Вскоре Джаз сообщил, что этот план провалился, а Клиффджампер взят в плен. Лидер автоботов лично возглавил спасательную операцию и прорвался в Колькулар, но также оказался схвачен. Тогда Прайм приказал начать операцию «Лонгшот». Будучи освобождённым выстрелом с Триптикона, Прайм отослал напарников, а сам пробился к Мегатрону, которого одолел и с помощью Матрицы лишил Тёмной искры. Затем Оптимус приказал автоботам загружаться на «Ковчег». Потом победил Локдауна.

### «Transformers: Fall of Cybertron»
Оптимус играбелен во 2ой и 3ей главе. Во 2ой организует оборону Ковчега и под конец активирует Метроплекса, в 3ей подсвечивает Метроплексу цели.

### «Transformers Devastation»
Один из пяти играбельных персонажей. В первой миссии сражался с Девастатором, пока второму не приказали отступить. Далее Оптимус с остальными сражались с Конструктиконами, а потом вновь с Девастатором. Далее вместе с Бамблби, Уилджеком, Сайдсвайпом и Гримлоком находит вход в корабль Новы Прайма Праудстар, в котором он преследует Мегатрона, попутно уничтожая Инсектиконов и дав отпор Саундвэйву. И вскорее Автоботы узнают, что Мегатрон ищет суперкомпьютер Ферротаксик, с помощью которого он может управлять Инсектиконами и использовать их для кибернезации земли. В финальной главе сражается с Мегатроном в открытом космосе, где конечно же его побеждает и уничтожает Ферротаксис, из-за которого все Инсектиконы погибли. В последней кат-сцене его поздравляют с победой Суперион и Дефенсор, затем Оптимус изучает проект по созданию собственного гештальта (Оптимус Максимус из линейки игрушек TF Combiner Wars)

## Игрушки

### «Transformers: United»

Optimus Prime Cybertrone Mode

- Название: Optimus Prime Cybertron Mode

Год: 2010

Страна: Япония

Издатель: TakaraTomy

Класс: Deluxe

Вселенная: Выровненная вселенная

Описание: Игрушка была выпущена в серии «Transformers: United» и представляла немного изменённого Оптимуса из американской серии игрушек «War for Cybertron». Трансформируется в кибертронский грузовик. В комплекте вышла лишь одно оружие — винтовка, которую можно поставить на крышу автомобиля. Позднее игрушка была перекрашена в другую — Darkside Optimus Prime, которая также вошла в эту серию.

### «Transformers X Evangelion»
- Название: Convoy Mode «Eva»

Год: 2014

Страна: Япония

Издатель: TakaraTomy

Класс: Masterpiece

Вселенная: «Первое Поколение»

Convoy Mode "Eva"

Описание: Данная игрушка была выпущена ограниченным тиражом в серии «Transformers X Evangelion». Цветовая схема полностью напоминает пилотируемого робота «Ева-Один» из аниме «Евангелион». В комплекте с Конвоем вышла фигурка Спайка Уитвики (в качестве пилота), Роллер. Также вышла Матрица Лидерства и такие оружия, как ионный бластер и энергонный топор.

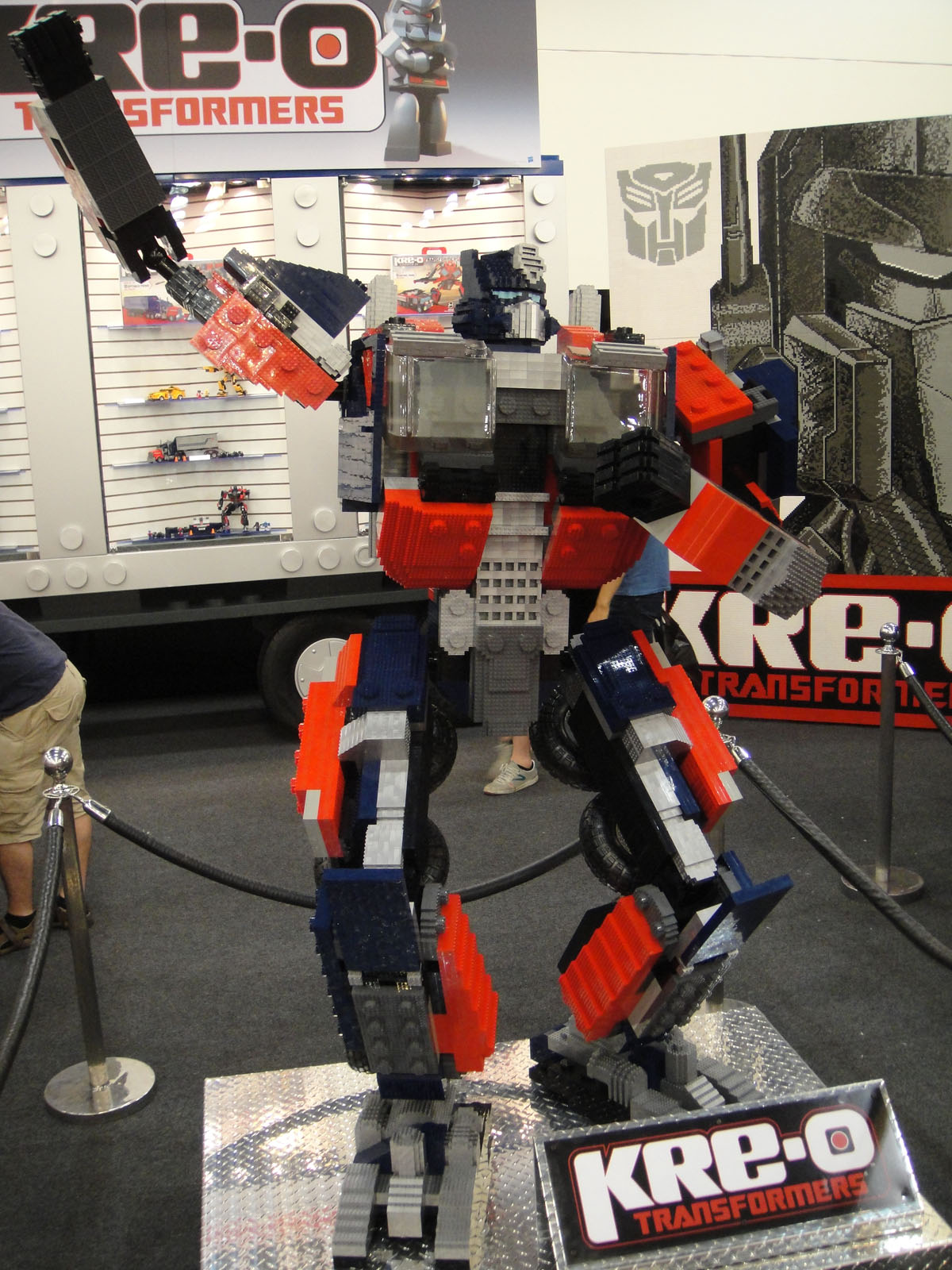
фигурка КRЕ-О Оптимус Прайм

### «Angry Birds Transformers»
Название: Optimus Prime Bird

Год: 2014

Страна: США

Издатель: Hasbro

Класс: Telepods

Вселенная: «Angry Birds Transformers»

Описание: Данная игрушка вошла в серию «Angry Birds». Игрушку можно трансформировать. В альт-форме напоминает Оптимуса из «вселенной фильмов». По принципу напоминает «Transformers: Bot Shots» и «Telepods» (другую серию игрушек по «Angry Birds», также выпущенную Hasbro). Фигурку можно было сканировать на мобильном устройстве, благодаря чему можно открыть дополнительные способности данного персонажа в игре «Angry Birds Transformers». В более тёмных цветах игрушка вошла в набор Energon Racers Pack.